# جائحة فيروس كورونا في إنجلترا
أُكد انتشار جائحة كوفيد-19 لأول مرة في إنجلترا عندما وجدت حالتان بين المواطنين الصينيين المقيمين في فندق في يورك في 31 يناير 2020. الهيئتان العامتان الرئيسيتان المسؤولتان عن الصحة في إنجلترا هما (إن إتش إس) إنجلترا والصحة العامة الإنجليزية. تشرف (إن إتش إس) إنجلترا على الميزانية والتخطيط والتسليم والتشغيل اليومي لجانب التكليف من (إن إتش إس) في إنجلترا بينما تتمثل مهمة (بّي إتش إي) في «حماية وتحسين صحة الأمة ومعالجة أوجه عدم المساواة».
بحلول 18 مايو 2020، توفي 34636 شخصًا وكان هناك 243,695 حالة إيجابية في إنجلترا.

## خلفية
في 12 يناير 2020، أكدت منظمة الصحة العالمية عن ظهور فيروس كورونا المستجد كسبب للمرض التنفسي الذي أصاب مجموعة من الأشخاص في مدينة ووهان، مقاطعة خوبي، الصين، إذ أُبلغ عنهم إلى منظمة الصحة العالمية في 31 ديسمبر 2019. كانت نسبة الوفيات بين الحالات المُشخصة بكوفيد-19 أقل بكثير من جائحة فيروس سارس في عام 2003، لكن انتقال العدوى كان أكبر، والوفيات أيضًا.

## الخط الزمني
في 31 يناير، أصبح فردان من إحدى عوائل الرعايا الصينيين المقيمين في فندق في يورك –درس أحدهم في جامعة يورك- أول حالات كوفيد-19 المؤكدة في المملكة المتحدة. بعد التشخيص، جرى نقلهم من مستشفى جامعة هال التعليمي إلى منشأة عزل متخصصة، وهي وحدة مخصصة للأمراض المعدية عالية الخط

### يناير 2020
ورة في نيوكاسل ضمن مستشفى فيكتوريا الملكي في نيوكاسل أبون تاين.
في ذات اليوم، هبطت رحلة إجلاء من ووهان في (آر إيه إف) برايز نورتون ونُقل الركاب -الذين لم يظهروا أي أعراض- إلى الحجر الصحي، في مجمع سكني للموظفين في مستشفى آروي بارك في ويرال. كان هناك خلاف في السابق حول ما إذا كان ينبغي على الحكومة المساعدة في إعادة حاملي جوازات السفر البريطانية من المناطق الأكثر تأثرًا في الصين إلى وطنهم، أو تقييد السفر من المناطق المتضررة تمامًا. جرى إبلاغ بعض الرعايا البريطانيين في ووهان أنه يمكن إجلاؤهم ولكن لا يمكن ذلك لأي أزواج أو أطفال يحملون جوازات سفر من البر الرئيسي الصيني. أُلغي هذا القرار في وقت لاحق، ولكن التأخير يعني أن بعض الناس لم يحضروا الرحلة.

### فبراير 2020
في 6 فبراير، أُبلغ عن حالة ثالثة مؤكدة، جرى الإبلاغ عن رجل كان قد سافر مؤخرًا إلى سنغافورة قبل زيارة منتجع تزلج في هاوت سافوي، فرنسا، وكان موجودًا في برايتون في ذلك الوقت. لقد كان مصدر العدوى لستة من أقاربه أثناء إقامته في فرنسا، قبل أن يعود إلى المملكة المتحدة في 28 يناير. بعد تأكيد نتيجته، وسع رؤساء الـ(سي إم أوه) في المملكة المتحدة عدد البلدان التي أوجب فيها تاريخ السفر السابق المرتبط بأعراض تشبه أعراض الإنفلونزا -كالحمى والسعال وصعوبة التنفس مثلًا- في الأيام الـ 14 السابقة تطبيق عزلة ذاتية والاتصال بـ(إن إتش إس) على الرقم 111، واشتملت هذه البلدان على: الصين وهونغ كونغ واليابان وماكاو وماليزيا وجمهورية كوريا وسنغافورة وتايوان وتايلاند.
في 10 فبراير، وصل العدد الإجمالي للحالات في المملكة المتحدة إلى ثمانية، إذ شُخصت أربع حالات أخرى عند الأشخاص المرتبطين بالرجل المصاب من برايتون. على الصعيد العالمي، انتشر الفيروس إلى 28 دولة. في صباح يوم 10 فبراير، أعلن وزير الدولة للرعاية الصحية والرعاية الاجتماعية مات هانكوك، عن لوائح الحماية الصحية (لفيروس كورونا) لعام 2020، من أجل منح العاملين في مجال الصحة العامة «سلطات معززة» لإبقاء الأشخاص المتضررين والذين يعتقد أنهم يحملون خطر الإصابة بالفيروس في عزلة. في ذلك اليوم، أصبح مستشفى آروي بارك وميرسيسايد وفندق ومركز المؤتمرات كينتس هيل بارك وحدات ميلتون كينز للعزل. في اليوم التالي، أبلغت بي بي سي نيوز عن حالتين من الحالات الثماني المؤكدة في المملكة المتحدة يعملان ممارسين عامين. شُخصت الحالة التاسعة في لندن في 11 فبراير.

### مارس 2020
في 1 مارس، جرى الإبلاغ عن حالات أخرى في مانشستر يعتقد أن بعضها على اتصال بالحالة في ساري الذين لا يملكون تاريخ في السفر إلى الخارج.
في 2 مارس، أظهر أربعة أشخاص آخرون في إنجلترا نتائج مسحة كورونا إيجابية. وقد سافر الأربعة جميعًا مؤخرًا من إيطاليا. هم من هيرتفوردشاير، وديفون وكينت.
جرى الإبلاغ عن العدد الإجمالي لحالات المملكة المتحدة التي وصلت إلى 40، على الرغم من أنها عدلت إلى 39 بعد إجراء اختبار إضافي. في اليوم التالي، عندما بلغ العدد الإجمالي للحالات المؤكدة في المملكة المتحدة 51 حالة، كشفت حكومة المملكة المتحدة عن خطة عمل فيروس كورونا، والتي حددت ما قامت به المملكة المتحدة بالفعل وما تخطط للقيام به بعد ذلك.
في 2 مارس، حدثت أيضًا أول حالة وفاة بفيروس كورونا في دار رعاية، ولكن في ذلك الوقت لم تُنشر بيانات دار الرعاية بعد.
في 3 مارس وقعت أول ثلاث حالات وفاة في المستشفيات في نوتنغهام وإسيكس وباكينجهامشير.
في 15 مارس 2020، بدأ نظام كوفيد-19 الاستشفاء في نظام المراقبة الإنجليزي (تشيس) عبر جميع صناديق (إن إتش إس).
في 17 مارس، أعلنت (إن إتش إس) إنجلترا أنه سوف تؤجل جميع العمليات غير العاجلة في إنجلترا من 15 أبريل لإفراغ 30,000 سرير. وفي 17 مارس أيضًا، أعلن المستشار ريشي سوناك أنه سوف يتم توفير 330 مليار جنيه استرليني باعتبارها ضمانات قروض للشركات المتضررة من الوباء.
في 18 مارس، كان أكثر من 750 مريضًا في المستشفى مصابون بـ كوفيد-19، نما هذا العدد بسرعة وبحلول 31 مارس زاد عدد المرضى بنحو 10000. ازدادت معدلات دخول المستشفى من نحو 600 يوم في 20 مارس إلى أكثر من 2750 في اليوم بحلول 31 مارس. تشير هذه البيانات مجتمعة إلى أن ما لا يقل عن 4500 مريض خرجوا من المستشفى في مارس. بحلول 31 مارس، كانت إنجلترا الدولة الأكثر تضررًا في المملكة المتحدة مع أكثر من 21000 إصابة مؤكدة و3850 حالة وفاة على الأقل في المستشفيات.
تشير بيانات (أوه إن إس) لإنجلترا وويلز إلى أنه بحلول 31 مارس، كانت إنجلترا قد شهدت أكثر من 200 حالة وفاة بـ كوفيد-19 في دور الرعاية وأكثر من 200 حالة وفاة في المنزل.

### أبريل 2020
في 2 أبريل، تم الوصول إلى الحد الأقصى لعدد حالات دخول المستشفيات بأكثر من 3150 مريضًا في اليوم؛ كان عدد الوفيات في المستشفيات نحو 600.
بحلول 12 أبريل، انخفض عدد حالات الدخول اليومية بسبب كوفيد-19 إلى أقل من 1,900 وبلغ عدد المرضى في المستشفى ذروته عند 17,150؛ جرى تسجيل أكثر من 680 حالة وفاة في المستشفى في ذلك اليوم. بلغت وفيات المستشفيات في كل من مناطق (إن إتش إس) إنجلترا السبع ذروتها في الفترة من 9 إلى 13 أبريل، باستثناء الشمال الغربي الذي بلغ ذروته في 16 أبريل.
حتى 24 أبريل، أظهرت تسجيلات وفاة (أوه إن إس) لإنجلترا وويلز حدوث 19643 في المستشفى، و5890 في دور الرعاية، و 1306 في المنازل الخاصة، و301 في المستشفيات. من بين تلك الوفيات، حدثت 1,149 في ويلز. في 29 أبريل تغيرت طريقة الإبلاغ عن الوفيات في إنجلترا. تُفحص البيانات الآن من ثلاثة مصادر مقابل قائمة الأشخاص الذين شُخصت إصابتهم بكوفيد-19 الذي أكده مختبر الصحة العامة في إنجلترا أو مختبر (إن إتش إس). المصادر الثلاثة هي:
1. البيانات المقدمة إلى (إن إتش إس) إنجلترا من قبل المستشفيات[17]
2. البيانات من فرق الصحة العامة في إنجلترا لحماية الصحة (بشكل رئيسي الوفيات خارج المستشفيات).
3. جرى الحصول على المعلومات من خلال ربط نظام المراقبة من الجيل الثاني (SGSS) بخدمة المجموعة الديموغرافية.

بعد التحقق، تُدمج السجلات في قاعدة بيانات واحدة وتزال التكرارات حتى لا يكون هناك حساب مزدوج.
تؤدي الطريقة الجديدة في إحصاء عدد الوفيات إلى ارتفاع الأرقام عن الطريقة السابقة. في 29 أبريل، كان هناك ما مجموعه 19,740 حالة وفاة أبلغت عنها (إن إتش إس) إنجلترا. حددت الطريقة الجديدة 23,550 حالة وفاة لأشخاص حصلوا على نتيجة اختبار إيجابية أكدها مختبر (بّي إتش إي) أو (إن إتش إس).
انخفض عدد المرضى الذين يعانون من كوفيد-19 في المستشفى بشكل مطرد حتى 30 أبريل، وكان أقل من 11,250؛ أُدخل ما لا يقل عن 54,700 مريض إلى المستشفى في أبريل. تجاوز العدد الإجمالي للوفيات في المستشفى خلال شهر أبريل 17000، تشير هذه البيانات إلى أنه كان هناك نحو 26400 حالة خروج للمرضى في أبريل.

### مايو 2020
وبحلول 3 مايو، انخفض الدخول اليومي إلى المستشفى إلى نحو 900، واستمر التخريج في تجاوز حالات الدخول، وبالتالي أصبح عدد الأشخاص في المستشفى أقل من 10550.
أُطلق تطبيق للقوى العاملة للرعاية الاجتماعية للكبار في إنجلترا في 6 مايو من أجل دعم العمال أثناء تفشي كوفيد-19. طُور تطبيق كير ووركفورس بواسطة (إن إتش إس إكس) وهيئة خدمات الأعمال (إن إتش إس). طلبت نقابة (جي إم بي) من الأعضاء عدم استخدام تطبيق كير ووركفورس؛ قالوا إن المديرين يمكنهم تحديد الموظفين الذين اشتكوا من الأجور والاختبار ومعدات الحماية الشخصية من خلال ميزة الدردشة.
في 7 مايو انخفض عدد الأشخاص في المستشفى أخيرًا إلى أقل من 10000، مع إظهار كل منطقة إنخفاضًا عن اليوم السابق؛ ارتفع العدد الإجمالي للوفيات في المستشفى منذ 1 مارس إلى ما لا يقل عن 22,432.
في 10 مايو، عُدلت الإجراءات التي جرى إدخالها في أواخر مارس في إنجلترا من أجل السماح للناس بقضاء المزيد من الوقت في الخارج للترفيه والعودة إلى العمل في بعض الحالات.
في 11 مايو، نشرت الحكومة مستويات تنبيه كوفيد وخُففت العديد من القيود في إنجلترا. جرى تشجيع الأشخاص الذين لم يتمكنوا من العمل من المنزل على العودة إلى العمل ولكن تجنب وسائل النقل العام قدر ما يمكن.
بحلول 15 مايو، كان عدد المرضى في المستشفى أقل من 8000 وكان عدد حالات الدخول اليومية نحو 700؛ كانت الوفيات في المستشفيات أقل من 200 في اليوم.

## إحصائيات الوفاة في المشافي

### النسب المئوية للوفيات في المشافي بحسب العمر، حتى تاريخ 5 مايو.

#### بيانات المكتب الوطني للإحصاء
تمثل «كل الوفيات المُسجَّلة و«وفيات كوفيد-19» عدد الوفيات المُسجَّلة في إنجلترا خلال فترة سبعة أيام. سيكون العدد الكلي للوفيات خلال هذه الأيام السبعة أكبر بسبب وجود فترة تأخير طبيعية بين يوم حدوث الوفاة ويوم تسجيلها. حتى الأسبوع الذي انتهى يوم 13 مارس، كان عدد الوفيات في إنجلترا وسطيًا أقل بنحو 414 أسبوعيًا من متوسط 5 سنوات. حتى الأسبوع الذي انتهى يوم 1 مايو، كانت هناك فروقات هامة بين متوسط 5 سنوات و «كل الوفيات الأخرى» التي بقيت غير محلولة (مجهولة السبب). كان من المتوقع أن تخفض العطلة البنكية في الأسبوع الذي ينتهي يوم 8 مايو عدد الوفيات المُسجَّلة (تقريبًا 1900) مع زيادة متوافقة في الأسبوع التالي.
اللوائح والتشريعات
نشرت الحكومة لوائح الحماية الصحية (فيروس كورونا) لعام 2020 في 10 فبراير 2020، وهي صك قانوني يغطي الإطار القانوني الكامن وراء استراتيجيات الحكومة للاحتواء الأولي والعزل، وتنظيمها لرد الفعل الوطني على الفيروس بالنسبة لإنجلترا. تشمل اللوائح الأخرى المنشورة تغييرات في الإجازات المرضية القانونية مدفوعة الأجر (دخلت حيز التنفيذ في 13 مارس)، وتغييرات في بدل العمل والدعم والائتمان الشامل (13 مارس أيضًا).
في 19 مارس، أصدرت الحكومة قانون فيروس كورونا لعام 2020، الذي يمنح للحكومة سلطات طوارئ تقديرية في مجالات الخدمات الصحية الوطنية، والرعاية الاجتماعية، والمدارس، والشرطة، وقوة الحدود، والمجالس المحلية، والجنازات، والمحاكم. حصل القانون على الموافقة الملكية في 25 مارس 2020.
فُرِض إغلاق الحانات، والمطاعم، ومنشآت الرياضية الداخلية والترفيهية من خلال لوائح الحماية الصحية لعام 2020 (فيروس كورونا، إغلاق الأعمال التجارية) (إنجلترا).
في 23 مارس، أعلنت الحكومة عن عدد من القيود على الحركة، سُنَّ بعضها لاحقًا ضمن القانون، وهي تشمل:
1. التسوق للحاجيات الأساسية، بتواتر أقل ما يمكن.
2. شكل واحد من الرياضة يوميًا -على سبيل المثال ركض، أو مشي، أو ركوب دراجة- وحيدًا أو مع أفراد يسكنون معك (لم يُسنّ ضمن القانون).
3. أي حاجة طبية، لتأمين الرعاية أو لمساعدة شخص معرض للخطر.
4. التنقل من وإلى العمل، لكن فقط عندما يكون ذلك ضروريًا، ولا يمكن أن يُجرَى من المنزل.

اللوائح الكاملة مُفصَّلة في:
لوائح الحماية الصحية (فيروس كورونا، قيود) (إنجلترا) لعام 2020.
عُدِّل في 22 أبريل من قبل لوائح الحماية الصحية (فيروس كورونا، قيود) (إنجلترا) (تعديل) لعام 2020.
وعُدِّل بشكل إضافي في 13 مايو من قبل لوائح الحماية الصحية (فيروس كورونا، قيود) (إنجلترا) (تعديل) (عدد 2) لعام 2020.

## الأثر

### الأمور المالية والاقتصاد
خلال النصف الثاني من شهر مارس، تقدّم مليون عامل بريطاني بطلب لبرنامج مزايا الائتمان الشامل. في 20 مارس، أعلنت الحكومة برنامج الاحتفاظ بالوظائف بسبب فيروس كورونا والذي يقدم منحًا للشركات لدفع 80% من أجور موظفيها شهريًا حتى إجمالي 2,500 جنيهًا استرلينيًا لكل شخص، وذلك إذا أبقت الشركات موظفيها على قوائم دفع الرواتب. يغطي البرنامج أجور ثلاث أشهر، وسيبدأ اعتبارًا من مارس. بعد إغلاق كامل على مستوى الدولة مدة 3 أسابيع، مُدِّد البرنامج حتى نهاية يونيو 2020. في البداية كان البرنامج فقط من أجل العمال الذين بدأوا العمل في شركاتهم في 28 فبراير 2020 أو قبل ذلك، تغيّر ذلك لاحقًا ليصبح ابتداءً من 13 مارس 2020، وهو اليوم السابق لإعلان البرنامج، ما سمح لنحو 200.000 عاملًا إضافيًا أن يكونوا ضمن هذا البرنامج. في اليوم الأول من العملية، استخدمت 140,000 شركة البرنامج. مُدِّد البرنامج لاحقًا حتى نهاية أكتوبر، وقال المستشار أنه ابتداء من أغسطس سيكون على الشركات أن تساهم في نسبة 80% من أجور الموظفين التي كانت تغطيها الحكومة. أُعلِن أن البرنامج كان يكلف 14 مليار جنيه إسترليني شهريًا ليستمر بالعمل، وقد سُجِّل فيه نحو ربع العمال الموجودين في بريطانيا من قبل أرباب عملهم خلال أسبوعين من بدأ البرنامج. اتخِذ القرار بتمدِد برنامج الاحتفاظ بالوظائف لتجنب حدوث زيادة كبيرة في معدلات الفصل من العمل، وإفلاس الشركات، ومستويات البطالة المحتملة لم يُرَ مثلها منذ ثلاثينيات القرن العشرين.   
في مارس، أُعلِن عن برنامج دعم دخل العاملين لحسابهم الخاص. دفع البرنامج منحة قدرها 80% من أرباح العاملين لحسابهم الخاص حتى 2,500 جنيه إسترليني شهريًا للشركات التي كانت أرباحها التجارية أقل من 50,000 جنيه إسترليني في السنة المالية 2018 – 2019 أو بمتوسط أقل من 50,000 جنيه إسترليني خلال السنوات المالية الضريبية الثلاث الأخيرة. كُلِّفت إدارة العائدات والضرائب الحكومية بالتواصل مع الأشخاص المؤهلين، وكانت المنحة خاضعة للضريبة. كما أعلنت الحكومة عن تأخير ستة أشهر على مدفوعات الضرائب. لا يشمل البرنامج العاملين لحسابهم الخاص الذين يدفعون لأنفسهم راتبًا وأرباحًا، وكان عليهم عوضًا عن ذلك التقدم بطلب لبرنامج الاحتفاظ بالوظيفة. بدأ تنفيذ البرنامج في 13 مايو. بدأ البرنامج قبل الوقت المُقرَّر، ودُعِي الناس للمطالبة ضمن تاريخ محدد يتراوح بين 13 و18 مايو بناءً على الرقم المرجعي الضريبي الفريد. سيحصل المُطالِبون على أموالهم بحلول 25 مايو أو خلال ستة أيام من تاريخ الانتهاء من المطالبة. وبحلول 15 مايو، تقدم أكثر من مليون شخص يعملون لحسابهم الخاص لهذا البرنامج.
أعلنت الحكومة عن صندوق منح البيع بالتجزئة والضيافة والترفيه، وتغييرات في صندوق منح الأعمال التجارية الصغيرة في 17 مارس. جرى تغيير صندوق منح الأعمال التجارية الصغيرة من 3,000 جنيه إسترليني إلى 10,000 جنيه إسترليني، بينما قدم صندوق منح البيع بالتجزئة والضيافة والترفيه منحًا تصل حتى 25,000 جنيه إسترليني. خُصِّص مبلغ 12.33 مليار جنيه إسترليني لتمويل برنامجي صندوق منح الأعمال التجارية الصغيرة وصندوق منح البيع بالتجزئة والضيافة والترفيه مع إضافة 617 مليون جنيه إسترليني أخرى في بداية مايو. وبحلول 25 أبريل، حصل نحو 50% فقط من الأعمال التجارية المؤهلة على تمويل.
في 23 مارس، أعلنت الحكومة عن برنامج قروض توقف الأعمال التجارية بسبب فيروس كورونا من أجل الأعمال التجارية صغيرة ومتوسطة الحجم، وعن تسهيل تمويل الشركات بسبب كوفيد من أجل الشركات الكبيرة. منعت الحكومة البنوك من الحصول على ضمانات شخصية على قروض توقف الأعمال التجارية بسبب فيروس كورونا لأقل من 250,000 جنيه إسترليني، وذلك بعد تقديم شكاوى حول الموضوع. أُعلِن عن برنامج قروض توقف الأعمال التجارية الكبيرة في 3 أبريل، وعُدِّل لاحقًا ليشمل المزيد من الشركات. في مايو، رُفِع المبلغ الذي يمكن للشركة اقتراضه إلى 200 مليون جنيه إسترليني. وُضِعت قيود على الشركات المٌسجلة في البرنامج بما في ذلك أرباح الأسهم والمكافآت لأعضاء مجلس الإدارة. في 20 أبريل، أعلنت الحكومة عن برنامج بقيمة 1.25 مليار جنيه إسترليني لدعم الشركات الجديدة المبتكرة التي لم تتمكن من المطالبة ببرنامج إنقاذ فيروس كورونا. بالإضافة إلى ذلك، أعلنت الحكومة عن برنامج القروض المُرتدَّة للأعمال التجارية صغيرة ومتوسطة الحجم. قدم البرنامج قروضًا تصل حتى 50,000 جنيه إسترليني، وكانت معفية من الفوائد في السنة الأولى قبل تطبيق معدل فائدة 2.5% سنويًا، مع سداد القرض في غضون ست سنوات. يمكن للأعمال التجارية التي لديها قرض حالي من برنامج قروض توقف الأعمال التجارية بسبب فيروس كورونا يصل إلى 50,000 جنيه إسترليني أن تنتقل إلى هذا البرنامج، لكن عليها أن تفعل ذلك بحلول 4 نوفمبر 2020. بدأ البرنامج في 4 مايو. القرض تضمنه الحكومة بنسبة 100%، وصُمِّم ليكون أبسط من برنامج قروض توقف الأعمال التجارية بسبب فيروس كورونا. تلقت البنوك أكثر من 130,000 طلبًا ضمن برنامج القروض المُرتدَّة في اليوم الأول من عمل البرنامج، وجرت الموافقة على أكثر من 69,500. في 13 مايو، أعلنت الحكومة أنها قيد كتابة تأمين الائتمان التجاري لمنع الأعمال التجارية التي تكافح خلال الجائحة بسبب عدم وجود تغطية تأمينية. في 12 مايو، قُدِّم نحو 15 مليار جنيه إسترليني من مساعدات الدولة للأعمال التجارية. أعلنت الخزانة وبنك إنجلترا في 17 مارس عن تسهيل تمويل الشركات بسبب كوفيد.
أجرت مؤسسة ريزولوشن استبيانات لـ6,000 عامل، واستخلصت أن 30% من الموجودين في شريحة الدخل الأدنى قد تأثروا بالجائحة مقارنة مع 10% من أولئك الموجودون في الخمس الأعلى من الدخل. وقالت المؤسسة إن نحو ربع الأشخاص الذين تتراوح أعمارهم بين 18 و24 عامًا من الذين شملهم البحث قد أُعطوا إجازة، بينما قد فقد 9% آخرون وظائفهم تمامًا. وقالوا أيضًا إن الذين تتراوح أعمارهم بين 35 – 44 عامًا هم الأقل احتمالًا لإن يُعطوا إجازة أو يفقدوا وظائفهم، إذ واجه نحو 15% فقط من الأشخاص الذين شملهم الاستبيان هذه النتائج. خلص بحث سابق أجراه معهد الدراسات المالية إلى أن الشباب (الذين تقل أعمارهم عن 25 عامًا) والنساء كانوا أكثر عرضة للعمل في قطاع أعمال مغلق.
وذكرت صحيفة الغارديان أنه بعد تعليق الحكومة لعملية المناقصة المعيارية حتى تُصدَر العقود «بالسرعة القصوى»، قُدِّم أكثر من مليار جنيه إسترليني من عقود الدولة بموجب قواعد المسار السريع الجديدة. كانت العقود لتوفير طرود غذائية، ومعدات حماية شخصية، والمساعدة في العمليات. سُلِّم أكبر عقد لشركة إدينرد من قبل وزارة التعليم، وقد بلغت قيمته 234 مليون جنيه إسترليني، وكان لاستبدال الوجبات المدرسية المجانية.

### القانون والنظام
حصلت قوات الشرطة بكل دولة من دول المملكة المتحدة، في شهر مارس، على سلطات للقبض على المواطنين المخالفين لقانون الإغلاق وتغريمهم. صرح المجلس الوطني لرؤساء الشرطة أن الشرطة وقعت أول غرامة، للمواطنين المخالفين لقانون الإغلاق، في يوم 27 مارس. كانت قيمة الإخطارات الجزائية الثابتة لهذه الغرامة 60 جنيهًا استرلينيًا، على أن تُخفض إلى 30 جنيهًا استرلينيًا في حالة السداد خلال 14 يومًا. وبحلول يوم 31 مارس، انتُقدت بعض القوات الشرطية، وبعض الضباط، بواسطة مجموعة متنوعة من الأشخاص، بما يشمل اللورد سامبشن القاضي السابق بالمحكمة البريطانية العليا، ووزير العدل السابق ديفيد غاوك، ومستشار الخزانة السابق جورج أوسبورن، بالإضافة إلى مجموعة بيغ براذر ووتش للحريات المدنية والخصوصيات، وذلك بسبب الاستخدام المتعصب والخاطئ لهذه السلطات الجديدة. أطلق المجلس الوطني لرؤساء الشرطة توجيهات جديدةً.
طبقًا للبيانات الخاصة بالمجلس الوطني لرؤساء الشرطة، وُقعت الغرامات على نحو 9000 شخص بسبب مخالفتهم لقوانين الإغلاق في إنكلترا وويلز، بين يومي 27 مارس و27 أبريل. بينت الأرقام الخاصة بالمجلس الوطني لرؤساء الشرطة، من يوم 27 مارس حتى يوم 11 مايو، وهو التاريخ الذي زادت فيه الغرامات في إنكلترا، أن الشرطة وقعت الغرامات على أكثر من 14000 شخص لمخالفتهم قوانين الإغلاق في إنكلترا وويلز. وكان هناك 862 مخالفًا مُكرِّرًا للمخالفة بأرقام وصلت إلى تغريم أحد المخالفين 9 مرات. كانت عطلة عيد الفصح، يومي 11 و12 أبريل، أعلى فترة في معدل توقيع الغرامات. صرحت مصلحة النيابة العامة الملكية أن هناك 56 شخصًا وُقع عليهم بالخطأ غرامات انتهاك القوانين المتعلقة بالجائحة. وكان هذا، بشكل رئيسي، بسبب تطبيق اللوائح الولزية في إنكلترا، والعكس.
كانت هناك تقارير عن حوادث كراهية ضد مواطنين إيطاليين  وصينيين، بالإضافة إلى تعرض طالب سنغافوري للاعتداء بلندن في هجوم ربطته الشرطة بمخاوف فيروس كورونا المستجد. وعلاوةً على ذلك، كان هناك تقارير عن شباب يسعلون ويبصقون بأوجه الناس متعمدين، بما يشمل حادثة تعرض لها العاملون بمجال الرعاية الصحية.
في يوم 9 مايو، فضت الشرطة وقفةً احتجاجيةً مناهضةً لقوانين الإغلاق ومكونةً من 40 شخصًا في لندن. واعتُقد أن هذه الوقفة الاحتجاجية هي الأولى من نوعها بالمملكة المتحدة عقب الاحتجاجات الواقعة في الدول الأخرى. بُلغ عن تخطيط نحو 60 محتجًا لهذه الوقفة في نهاية الأسبوع يوم 16 مايو، مع تصريح الشرطة باستعدادها لفض هذه الوقفة. وقعت الاحتجاجات في لندن وساوثهامبتون، وقُبض على العديد من المحتجين بمظاهرة لندن بالإضافة إلى توقيع الغرامات عليهم.

#### الاحتيال
وجدت جمعية معايير التجارة المعتمدة أدلةً على احتيال من نوع الخداع الإلكتروني خلال تجربة تطبيق تتبع المخالطين في جزيرة وايت. تلقى مستلمو رسالة الاحتيال رسالةً نصيةً تفيد بأنهم كانوا مخالطين لأحد مصابي كوفيد 19، ثم توجههم الرسالة إلى أحد مواقع الويب حيث يُطلب منهم إدخال بعض البيانات الشخصية. وجدت المجالس المحلية محاولات بيع بضائع زائفة، بما يشمل عُدد الاختبار، وأقنعة الوجه، ومطهرات اليدين. كان هناك أيضًا تقارير عن عمليات احتيال خاصة بمخطط الوجبات المدرسية التعويضية، وعن وقائع لأشخاص يتظاهرون بأنهم مسؤولون حكوميون وعاملون بالمجالس الحكومية، وفقًا لهدفهم، بالإضافة إلى عاملين زائفين بمجال تقانة المعلومات.

### المحاكم والسجون
في يوم 17 مارس، أُجلت المحاكمات التي تستغرق أكثر من ثلاثة أيام حتى شهر مايو في إنكلترا وويلز، وستستمر المحاكمات الجارية على أمل الوصول إلى حكم نهائي.
أصدرت الحكومة إرشادات مُخصصةً للسجون في حالة ظهور أعراض فيروس كورونا المستجد أو ظهور حالات جديدة، وخاصةً قاعدة تنص على أنه «أي سجين أو مُعتقل يعاني من سعال مستمر وحديث، أو من حرارة مرتفعة، يجب أن يُنقل إلى عزل وقائي لمدة سبعة أيام». يوجد نحو 83 ألف سجين في إنكلترا وويلز. وفي يوم 24 مارس، أعلنت وزارة العدل عن تعليق زيارات السجون، وأن السجناء سيُحتَجزون داخل زنازينهم فقط. وعدت الحكومة بتوفير 900 هاتف مؤمَّن في 55 سجنًا، لكي يظل السجناء على تواصل مع عائلاتهم، على أن تخضع مكالماتهم للرقابة وتكون ذات وقت محدود. اقترح وزير العدل روبرت بوكلاند، في اجتماع اللجنة بنفس اليوم، إمكانية منح 50 سيدةً سجينةً من الحوامل إفراجًا مبكرًا من السجن، واقترح أيضًا إمكانية منح 9000 نزيل من السجناء المنتظرين انتهاء محاكماتهم إخلاء سبيل مقابل دفع كفالة.  في يوم 14 أبريل، أمر وزير العدل ببناء 500 وحدة، ويُقال أنها بُنيت باستخدام حاويات الشحن، بغرض توفير زنزانة فردية إضافية في سبعة سجون من نوع إتش إم، وهي: سجن معسكر بحر الشمال، وسجن ليتلهاي، وسجن خليج هوليسلي، وسجن هايبوينت، وسجن مورلاند، وسجن ليندهوم، وسجن هامبر. دعى مجمع التفكير «ريفورم» للخدمات العامة، بعد إصابة أول حالة كوفيد 19 في سجن إتش إم مانشستر، إلى الإفراج عن 2305 سجين من المجرمين «الأقل خطرًا» المحكوم عليهم بأحكام سجن قصيرة؛ للتقليل من خطر انتشار فيروس كورونا المستجد بين السجناء. ردد وزير العدل السابق ديفيد غاوك آراءً مماثلةً، مشيرًا إلى خطورة «حركة» السجناء الذين يدخلون ويخرجون من السجن. تقرر إطلاق سراح 4000 سجين في إنكلترا وويلز. قال نائب مدير البحث العلمي لمنظمة العفو الدولية في أوروبا أن السلطات البريطانية يجب أن تفكر في الإفراج عن كل من هم عرضة للإصابة بكوفيد 19.
في يوم 18 مارس، أبلغ عن أول حالة إصابة بفيروس كورونا المستجد بين السجناء في المملكة المتحدة. نُقل هذا السجين، الذي كان يقضي فترة عقوبته في سجن إتش إم مانشستر، والمعروف باسم سجن سترينجوايز، إلى المستشفى. خضع ثلاثة عشر سجينًا وأربعة أفراد من العاملين بنفس السجن للعزل باعتباره إجراءً احترازيًا، على الرغم من عدم تأكد إصابة أي من السجناء الآخرين أو العاملين بالسجن. وفي يوم 26 مارس، أُعلن عن وفاة سجين مدان بجريمة الاعتداء الجنسي، ويبلغ من العمر 84 عامًا، في سجن إتش إم ليتلهاي، الموجود في مقاطعة كامبريدجشاير، يوم 22 مارس بسبب إصابته بكوفيد 19، ليصبح أول سجين بالمملكة المتحدة يموت بسبب الفيروس. وفي يوم 28 أبريل، حددت وكالة الصحة العامة بإنكلترا وجود نحو 2000 حالة «ممكنة/محتملة» ومؤكدة لمرض كوفيد 19؛ وقعت حالات التفشي في 75 سجنًا مختلفًا، مع وجود 35 سجينًا عولجوا بالمستشفى، بالإضافة إلى 15 حالة وفاة.

### الطيران
مُنح مطار هيثرو، منذ النصف الأخير لشهر يناير، دعمًا سريريًا إضافيًا، وشدد المطار مراقبته على الرحلات المباشرة الثلاث القادمة من مدينة ووهان كل أسبوع؛ إذ كانت كل رحلة منها تلتقي بالفريق الطبي بالمطار عند وصولها. ولاحقًا، أعلنت الخطوط الجوية، بما يشمل الخطوط الجوية البريطانية وخطوط رايان إير الجوية، عن إلغاء عدد من رحلاتها لشهر مارس.
وفي يوم 25 مارس، أعلن مطار مدينة لندن عن إغلاقه مؤقتًا بسبب تفشي فيروس كورونا المستجد. أغلق مطار هيثرو أحد مدرجاته بدءًا من يوم 6 أبريل، بينما أغلق مطار غاتويك أحد مبنيي الركاب به، وصرح أن مدرج المطار سيكون مفتوحًا فقط للرحلات المجدولة بين الساعة الثانية والعاشرة مساءً.

### وسائل النقل العام
في يوم 20 مارس، أصبحت شركة ساوث إيسترن أول شركة تشغيل قطارات تعلن عن خفض عدد الرحلات في جدولها، على أن يبدأ العمل بالجدول الجديد في يوم 23 مارس.
في يوم 19 مارس، أعلنت شبكة شفيلد سوبرترام لقطارات الترام الخفيفة، بمدينة شفيلد، أنها ستتحول إلى نظام خدمة يوم الأحد المُعدلة بدءًا من يوم 23 مارس حتى إشعار آخر. أعلنت شركتا تشغيل الحافلات، فرست ساوث يوركشاير وستاجكوتش يوركشاير، اللتان تعملان بنفس المنطقة، عن تحولهما أيضًا إلى جدول خدمة مُخفض بدءًا من يوم 23 مارس. علقت شركة حافلات ناشونال إكسبريس جميع خدمات الحافلات المتجهة لمسافات طويلة بدءًا من يوم 6 أبريل.
خُفضت خدمات هيئة النقل بلندن (TfL) تدريجيًا. عُلقت جميع الخدمات الليلية لقطارات الضواحي، السطحية والأنفاق، بالإضافة إلى جميع الخدمات في خط الواترلوو والسيتي، بدءًا من يوم 20 مارس، وأُغلقت 40 محطةً في اليوم نفسه. حث عمدة لندن، وهيئة النقل بلندن، الناس على استخدام وسائل النقل العام عند الضرورة القصوى، حتى يتمكن العاملين بالمجالات الهامة من استخدامها.
وفي شهر أبريل، جربت هيئة النقل بلندن تشجيع الركاب على دخول الحافلات من الأبواب الخلفية والوسطية لتقليل المخاطر التي يتعرض لها السائقون، بعد وفاة 14 عاملًا بهيئة النقل بلندن بما يشمل تسعة سائقين. امتد هذا الإجراء ليشمل جميع الخطوط في يوم 20 أبريل، وأعفت الهيئة الركاب من دفع الرسوم، لذلك لم يكونوا في حاجة لاستخدام قارئ البطاقات الموجود بالقرب من السائق.
وفي يوم 22 أبريل، حذر عمدة لندن صادق خان من احتمالية إفلاس هيئة النقل بلندن، لدرجة تجعلها غير قادرة على دفع رواتب العاملين بها بحلول شهر أبريل، ما لم تتدخل الحكومة. ومنذ دخول لندن في فترة الإغلاق يوم 23 مارس، انخفضت رحلات قطارات الضواحي بنحو 95%، ورحلات الحافلات بنحو 85%. وفي يوم 7 مايو، أُعلن عن طلب هيئة النقل بلندن لمبلغ ملياري جنيه استرليني من مساعدات الدولة لتستمر عمليات تشغيل خدماتها حتى سبتمبر 2020. وفي يوم 12 مايو، حذرت وثائق هيئة النقل بلندن أنه من المتوقع أن تخسر الهيئة 4 مليارات جنيه استرليني بسبب الجائحة، وصرحت الهيئة أنها تحتاج 3.2 مليار جنيه استرليني لموازنة ميزانية الطوارئ المقترحة لعام 2021، بعد أن فقدت 90% من دخلها الكلي. صرحت هايدي ألكساندر، نائب عمدة لندن لشؤون النقل، أنه وبدون اتفاقية الهيئة مع الحكومة، كان من الممكن أن تصدر الهيئة «إشعار القسم رقم 114»، وهو إشعار يعادل إعلان الإفلاس للهيئات العامة. وفي يوم 14 مايو، وافقت الحكومة على منح الهيئة 1.6 مليار جنيه استرليني في تمويل للطوارئ للحفاظ على تشغيل خدمات قطارات الضواحي والحافلات حتى شهر سبتمبر.
وفي شهر أبريل، جددت شركة قطارات غوفيا تامزلينك ثلاثة قطارات بطلاء خاص لتظهر تضامنها مع هيئة الخدمات الصحية الوطنية (NHS)، والعاملين الأساسيين بها الذين يسافرون أسبوعيًا عبر شبكة قطارات الشركة، والتي تبلغ أعدادهم 200 ألف عامل.

### الجيش
أثرت جائحة فيروس كورونا المستجد على عمليات انتشار الجيش البريطاني، في داخل وخارج البلاد. اضطر الجيش إلى إلغاء الأنشطة التدريبية، بما يشمل الأنشطة المُخطط إقامتها في كندا وكينيا، لتوفير عدد من الأفراد للانضمام في قوة دعم كوفيد. حجَّم الجيش عملية شادر، وهي مهمة عسكرية تدريبية للجيش البريطاني في العراق. أكدت إحدى القواعد الجوية التي كانت ستدعم هذه العملية على وجود تسع حالات إصابة بالفيروس بها. أوقف الجيش البريطاني مؤقتًا عمليات التجنيد وجهًا لوجه بالإضافة إلى عمليات التدريب الاساسي أيضًا، وبدلًا من ذلك، أجرى الجيش هذه العمليات بوسائل افتراضية. اضطرت مواقع التدريب، مثل أكاديمية ساندهيرست العسكرية الملكية ومنشأة تدريب إتش إم إس رالي، إلى تغيير العروض العسكرية الخاصة بإنهاء فترة التدريب. أصبح الطلاب العسكريون المشاركون في هذه العروض يقفون على مسافة مترين بين بعضهم البعض مرتدين زيهم القتالي، مع عدم وجود أي مشاهدين في مدرجات الحضور. حُجمت، أو أُلغيت، الواجبات الاحتفالية مثل مراسم تغيير الحراس في قصر بكنغهام أو تحية المدفعية لعيد الميلاد الرسمي للملكة. علقت القوات الجوية الملكية كافة عروضها الجوية الخاصة بفرقها، واستُبدلت بعض منها بعروض افتراضية. أرسل الجيش البريطاني خبيرين إلى حلف شمال الأطلسي (ناتو) للمساعدة في مكافحة المعلومات الخاطئة المُضللة حول الجائحة.
وفي نواحٍ أخرى بمنظومة الدفاع البريطانية، أُلغيت العروض الجوية، بما يشمل عرض الوشم الجوي الملكي الدولي بقاعدة فيرفورد للقوات الجوية الملكية. استُخدمت المطارات المدنية، بما يشمل مطار برمينغهام، للتدرب على نقل مرضى فيروس كورونا المستجد إلى المستشفيات المحلية بواسطة المروحيات. شاركت العديد من شركات الدفاع وشركات الصناعات الجوية في الجهود الوطنية لإنتاج أجهزة تنفس اصطناعي إضافية. أعارت شركة بي إيه إي سيستمز، أكبر شركة دفاع في الدولة، ميناء وارتون الجوي الخاص بها ليُستخدم باعتباره مشرحةً مؤقتةً. أُجلت مراجعة الحكومة لشؤون الدفاع والأمن، والتي تسمى المراجعة المتكاملة.
ساعدت القوات المسلحة في نقل مرضى فيروس كورونا في بعض المناطق النائية من الدولة، مثل شتلاند وجزر سيلي. وفي يوم 23 مايو 2020، بدأت قيادة المروحيات المشتركة في المساعدة في جهود التخفيف من أزمة فيروس كورونا المستجد من خلال نقل الناس والإمدادات. تمركزت المروحيات بقاعدة ليمنغ للقوات الجوية الملكية لتغطية إنكلترا الشمالية وسكوتلندا، بينما كانت المروحيات المتمركزة في قواعد القوات الجوية الملكية؛ بنسون، وأوديهام، ويوفيلتون مخصصةً لدعم الأراضي الوسطى وإنكلترا الجنوبية.
في يوم 24 مارس 2020، ساعدت القوات المسلحة في تخطيط وتشييد مستشفى ميداني في مركز إكسيل للمؤتمرات بلندن، وسُميت باسم مستشفى نايتينغل التابعة لهيئة الخدمات الصحية الوطنية بلندن. أُنشئت مستشفيات ميدانية أخرى لرعاية الحالات الحرجة لاحقًا بمساعدة الجيش في برمينغهام، ومانشستر، وهاروغيت، وبريستول، وإكستر، وواشنطن، وغلاسكو. جُهزت هذه المستشفيات بأطباء عسكريين، إلى جانب العاملين بهيئة الخدمات الصحية الوطنية.